# Brambořík
Brambořík (Cyclamen) je rod zahradnicky významných okrasných rostlin, které se pěstují jako hrnkové nebo k řezu květů. Obsahuje asi 20 druhů, z nichž mnohé jsou používány pro šlechtění nových kultivarů. Původní druhy bývají obvykle méně vzhledné, jsou však odolnější vůči nemocem a méně náročné na prostředí.

## Rozšíření
Rostliny rodu brambořík se přirozeně vyskytují v listnatých lesích hor Evropy, Malé Asie a Íránu, největší počet druhů roste v Řecku a Turecku. Ve střední Evropě je původní jediný druh brambořík nachový (dříve nazývané brambořík evropský) a brambořík fatranský. Jeho přirozený areál se rozkládá od Alp přes Rakousko a Moravu až na Balkánský poloostrov.
V České republice je původní areál bramboříku nachového jen na jižní a jihozápadní Moravě, v oblasti mezi řekami Oslavou a Rokytnou. V Čechách se nevyskytoval, byl tam do přírody uměle vysazen.

## Ekologie
Rostliny ve volné přírodě vyžadují stinná místa, nejlépe se jim daří ve vlhké kypré půdě v podrostu opadavých dřevin a keřů. Nesnášejí zásaditou půdu, časté přísušky ani dlouhodobé zamokření. Bramboříky rostoucí v přírodě Česka neshazují listy, které jsou mnohem drobnější, stejně jako růžové vonící květy.

## Popis

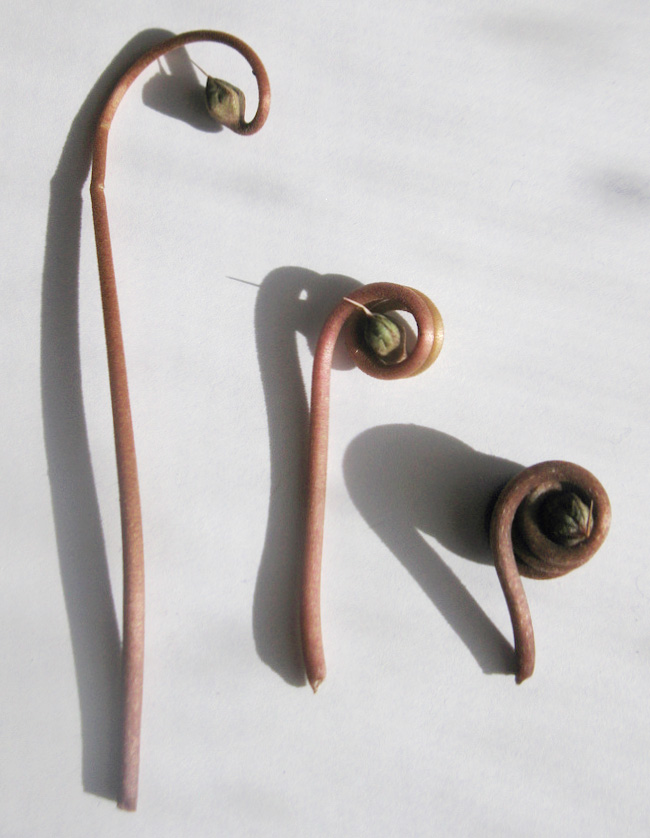
Stáčení stopky s tobolkou

Je to vytrvalá bylina vyrůstající z hlízy, která je kulovitá nebo zploštělá a její vnitřní struktura je tvořena parenchymatickým pletivem obsahující zásobní živiny. Hlízy jsou obvykle jednoleté nebo dvouleté, u některých druhů však mohou být trvalé po dobu deseti i více let. Vznikly přeměnou hypokotylu a někdy i části kořene. Pupen mají na povrchu, kořeny mohou vyrůstat ze spodní nebo horní části, u některých druhů z celého povrchu.
Z hlízy rostou listy s dlouhými zelenými nebo zespod načervenalými řapíky a jejich čepele mohou být okrouhlé, srdčité či ledvinovité. Barvu mají nejčastěji sytě zelenou a na lícové straně mívají stříbřitě bílou nebo tmavou kresbu. Některé druhy jsou stálezelené, některé opadavé.
Na dlouhých stopkách vyrůstají jednotlivé květy v různých barvách, mohou být i vícebarevné. Nící květy jsou symetrické a obopohlavné, u některých druhů voní. Vytrvaly kalich je tvořen pěti vejčitými lístky vespod srostlými. Koruna má pět nazpět ohnutých kopinatých lístků, také vespod srostlých, které vytvářejí polokulovitou korunní trubku. V květu je pět tyčinek s prašníky a svrchní semeník vzniklý z pěti plodolistů má pět pestíků. Jsou to rostliny cizosprašné, květy jsou opylovány hmyzem, který přilétává za nektarem; pyl v prašnících dozrává dřív než blizny.
Plodem je kulovitá mnohosemenná tobolka obsahující kulatá nebo hranatá lepkavá semena. Stopky tobolek se postupným zkrucováním při usychání sklápějí až k zemi a zatáhnou tobolky do půdy. Tam dozrají a přečkají zimu, na jaře se opět vysunou na povrch a zbytkem po stopce se mohou zachytit za srst zvířat, která je roznesou po okolí.

## Rozmnožování
Bramboříky se rozmnožují většinou semeny, která v tobolce dozrávají asi za tři měsíce a podržují si klíčivost až šest let. Některé se mohou množit i dělením postranních výhonků. V zahradnických podnicích se při šlechtění využívá i možnosti dělení hlíz nebo modernější způsob množení ex vitro. Hlízy bramboříků jsou jedovaté, varem se tato vlastnost ztrácí.

## Taxonomie
Rod obsahuje okolo 20 druhů, pěstitelsky nejvýznamnější je brambořík perský, z kterého bylo vyšlechtěno nejvíce kultivarů. V české přírodě roste jen původní druh brambořík nachový.
V evropské přírodě vyrůstají tyto druhy bramboříků:
- brambořík baleárský (Cyclamen balearicum) Will.
- brambořík břečťanolistý (Cyclamen hederifolium) L.
- brambořík jarní (Cyclamen coum) Mill.
- brambořík krétský (Cyclamen creticum) Hildebr.
- brambořík nachový (Cyclamen purpurascens) Mill.
- brambořík perský (Cyclamen persicum) Mill.
- brambořík řecký (Cyclamen graecum) Link
- brambořík vykrojený (Cyclamen repandum)Sibth. & Sm.[4][5]

## Historie pěstování
Bramboříky se staly velmi populární rostlinou již ve středověku. Mimo původního středoevropského druhu se začal v polovině 16. století v Německu hojně pěstovat brambořík břečťanolistý a v Belgií brambořík vykrojený. Angličané zavedli pěstování bramboříku jarního a brzy se přidali i Francouzi. V 18. století byl do Evropy dovezen z východního středomoří brambořík perský; jeho druhové jméno persicum neznamená že pochází z Persie, ale že květ je barvou podobný broskvím (latinsky persica). Ten se stal základem pro vyšlechtění stovek nynějších kultivarů, které jsou velmi hezké, ale nejsou příliš vhodné pro venkovní pěstování.
Mimo hrnkových rostlin určených do místností jsou vyšlechtěny i rostliny vysazované do zahrad nebo odrůdy malého vzrůstu vhodné do skalek.

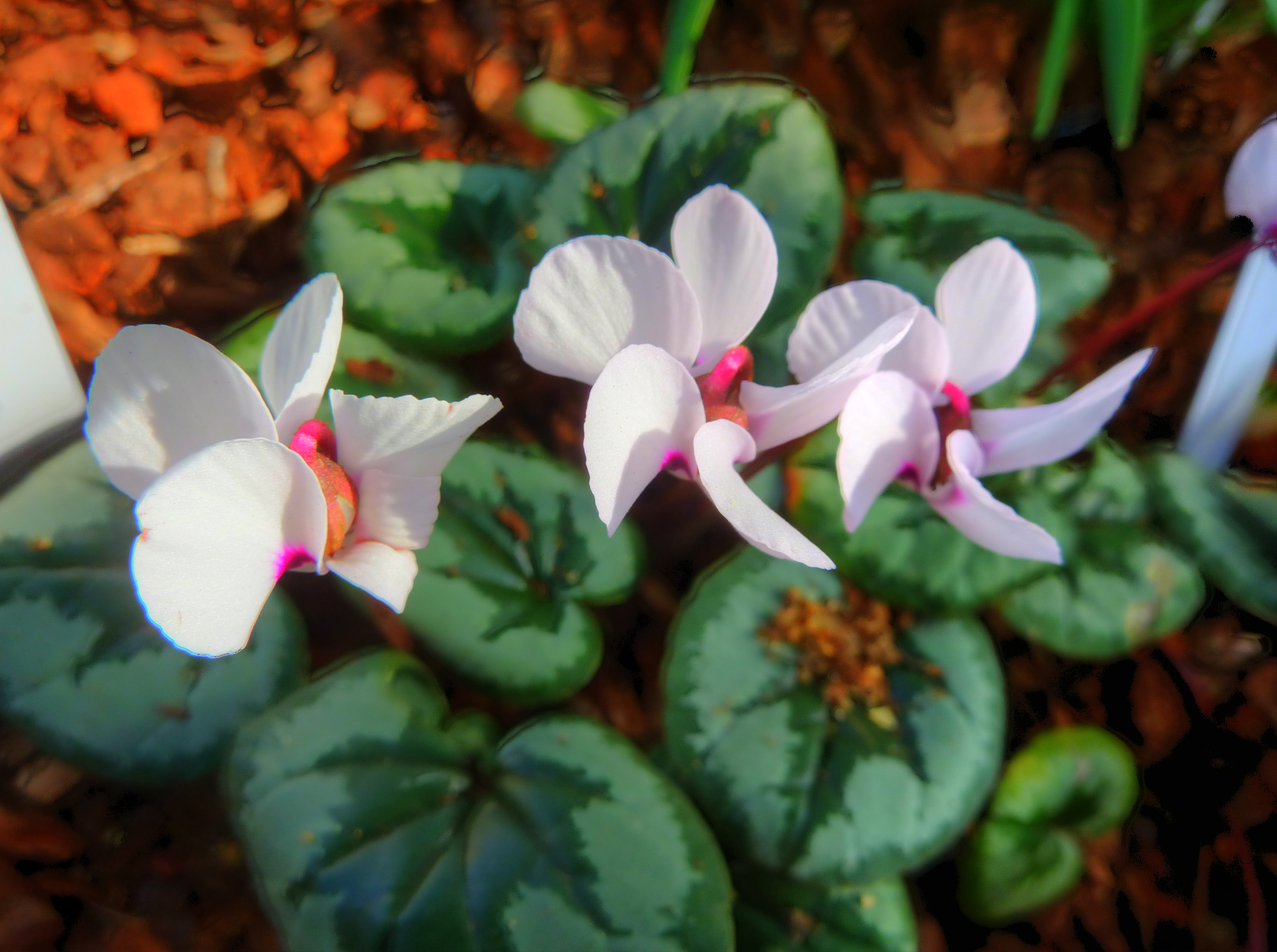
Brambořík jarní
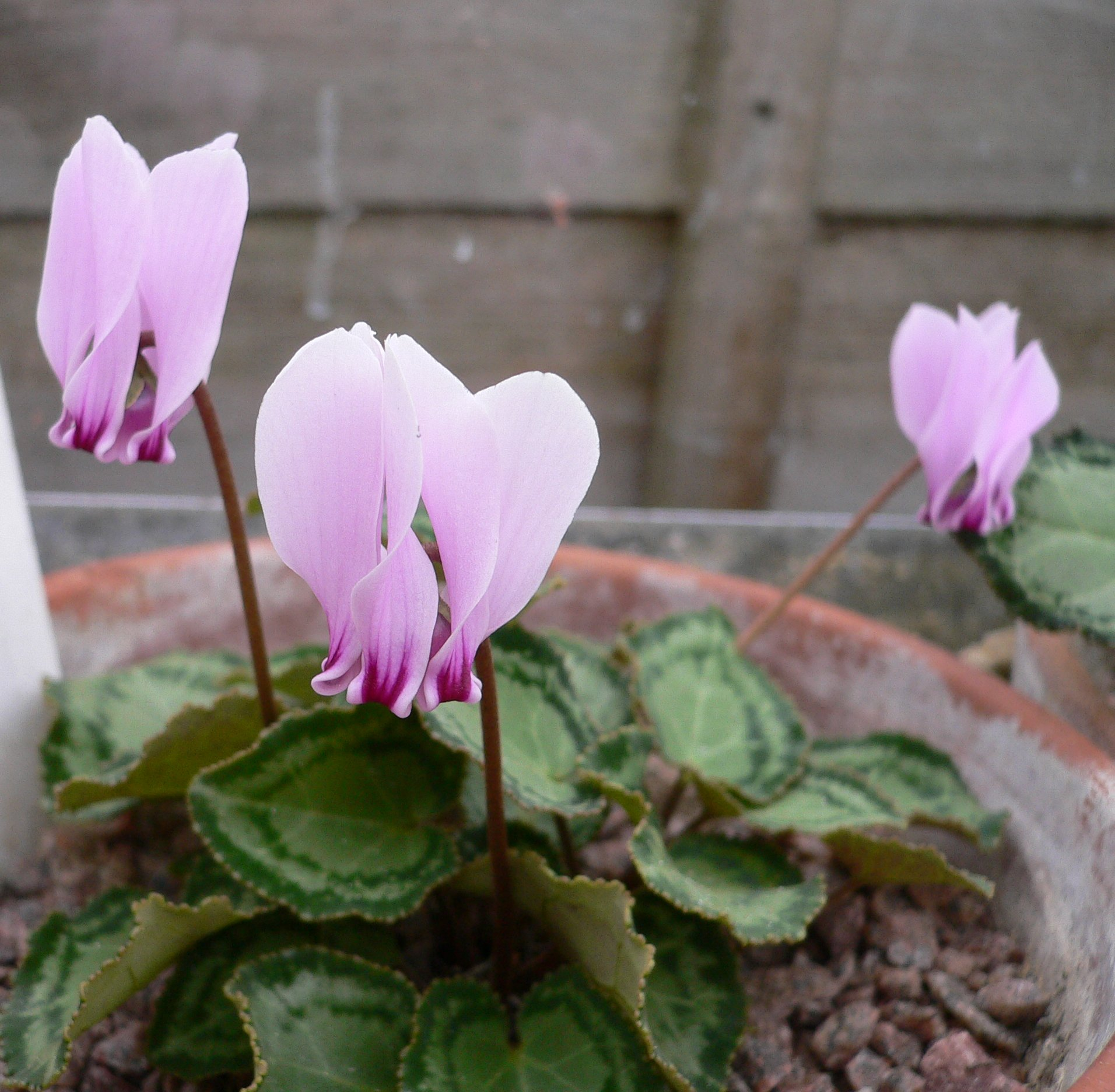
Brambořík řecký
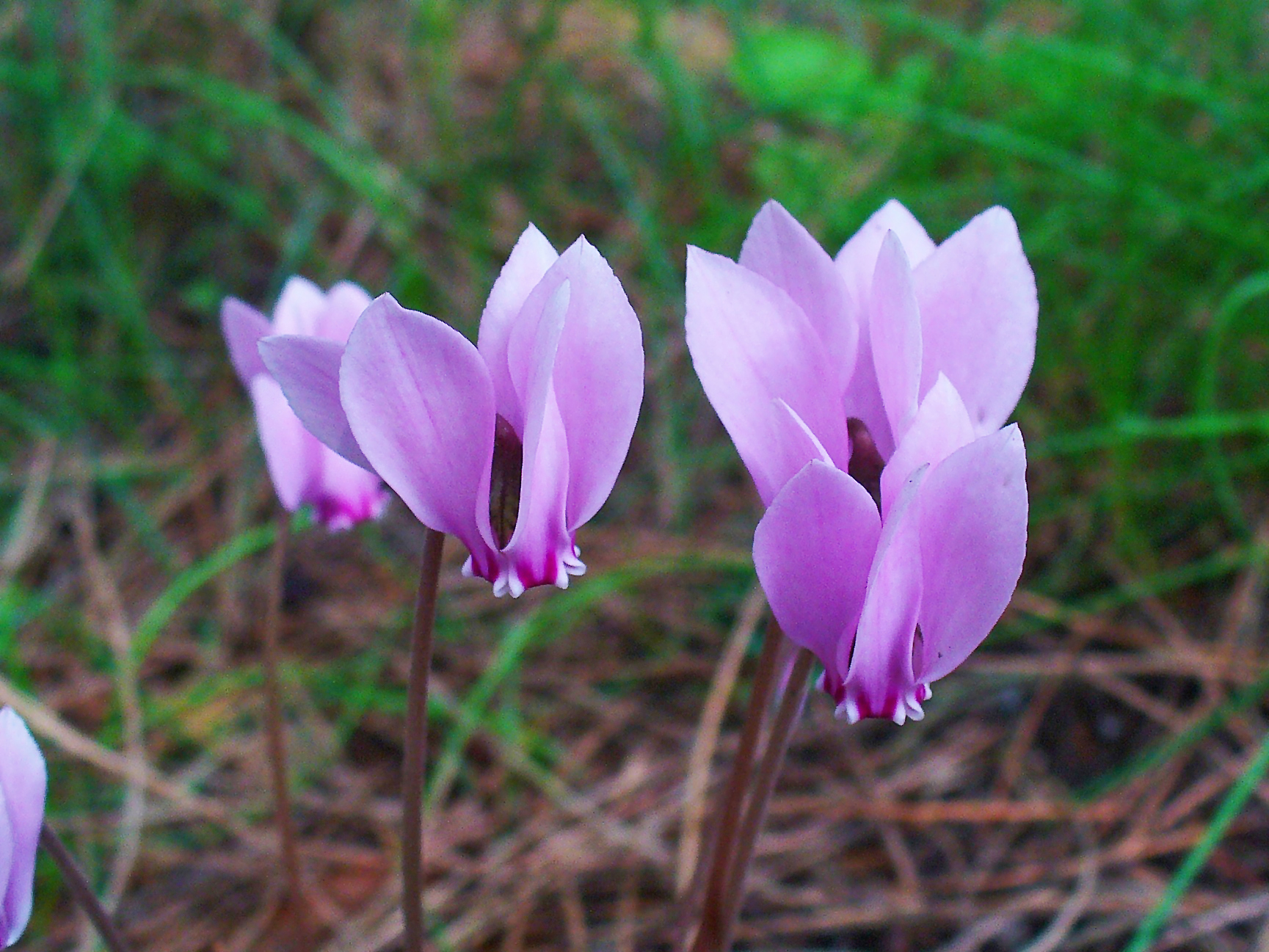
Brambořík břečťanolistý
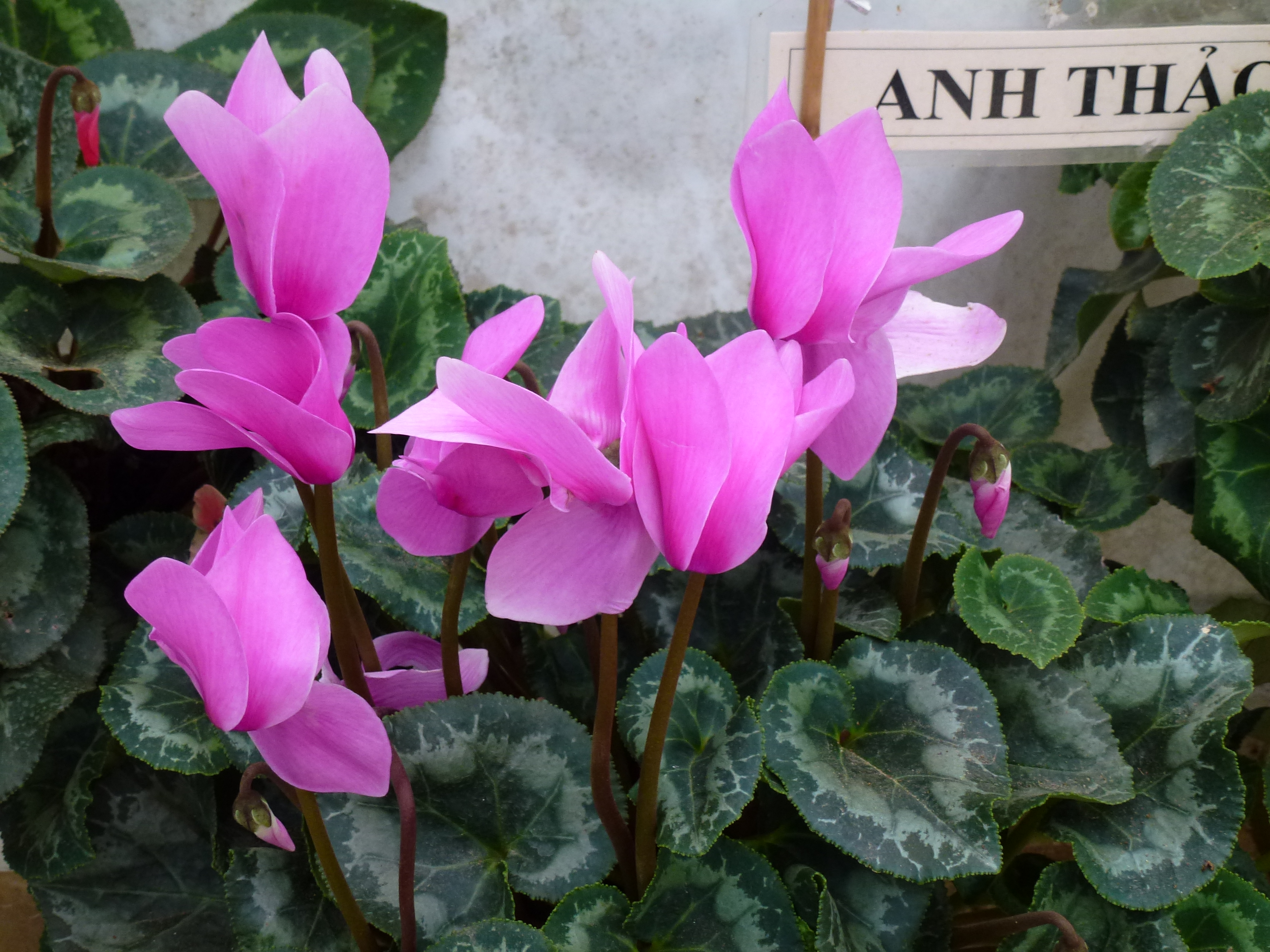
Brambořík perský